# Parafia św. Józefa w Świdniku
Parafia Świętego Józefa w Świdniku - parafia rzymskokatolicka w Świdniku, należąca do archidiecezji lubelskiej i Dekanatu Świdnik. Została erygowana 12 lipca 1990. Obejmuje ulice: Bohaterów Westerplatte, Brzozowa, Bukowa, Chabrowa, Chopina, Cicha, Deotymy, Dębowa, Dojazdowa, Drzymały, Dworcowa, Gajowa, Harcerska, Jagiełly, Jodłowa, Kasztanowa, Kleeberga, Klubowa, Kolejowa, Kolonijna, Kołłataja, Koło, Konarskiego, Kręta, Kruczkowskiego, Ks. P. Ściegiennego, Kwiatowa, Leśna, Lotnicza, Lotników Polskich, Makowa, Mała, Matejki, Miła, Miodowa, Nadleśna, Niecała, Ogrodowa, Orzechowa, Parkowa, Partyzantów, Piękna, Polna, Pułaskiego, Radość, Sienkiewicza, Słoneczna, Spacerowa, Staszica, Struga, Szklarniana, Świerkowa, Traugutta, Wesoła, Willowa, Wojska Polskiego, Wrzosowa, Zielona, Zuchów, Żwirki i Wigury. Budowa Kościoła parafialnego rozpoczęła się w 1992. 14 czerwca 1992 abp B. Pylak wmurował kamień węgielny pod budynek przyszłego Kościoła. Zespół sakralny zaprojektował arch. Andrzej Włas z Lublina, wystrój wnętrza mgr Zbigniew Mrozek. Realizatorem jest ks. Krzysztof Czerwiński. Proboszczem od 1993 jest ks. Krzysztof Czerwiński. Zaś od 2018  wikariuszem jest ks. Dawid Lebowa. Mieści się przy ulicy Partyzantów. 